# Andrea Ripa
Andrea Ripa (ur. 5 stycznia 1972 w Rimini) – włoski duchowny katolicki, sekretarz Sygnatury Apostolskiej od 2022.

## Życiorys

### Prezbiterat
25 września 2004 otrzymał święcenia kapłańskie i został inkardynowany do diecezji Rimini. Pracował głównie jako duszpasterz parafialny był także wykładowcą miejscowych uczelni kościelnych oraz sędzią i wikariuszem sądowym. W 2013 został pracownikiem Kongregacji ds. Duchowieństwa, zaś 12 września 2017 został mianowany przez papieża Franciszka podsekretarzem tej dykasterii.

### Episkopat
26 stycznia 2022 został mianowany sekretarzem Sygnatury Apostolskiej oraz biskupem tytularnym Caere. Sakry biskupiej udzielił mu 26 lutego 2022 Sekretarz Stanu kardynał Pietro Parolin.